# Polk (Wisconsin)
Polk – miasto w Stanach Zjednoczonych, w stanie Wisconsin, w hrabstwie Washington.